# Rauf Ceylan
Rauf Ceylan (* 19. Juni 1976 in Duisburg) ist ein deutscher Soziologe und Religionspädagoge. Seit 2009 ist er Professor für Religionssoziologie an der Universität Osnabrück.

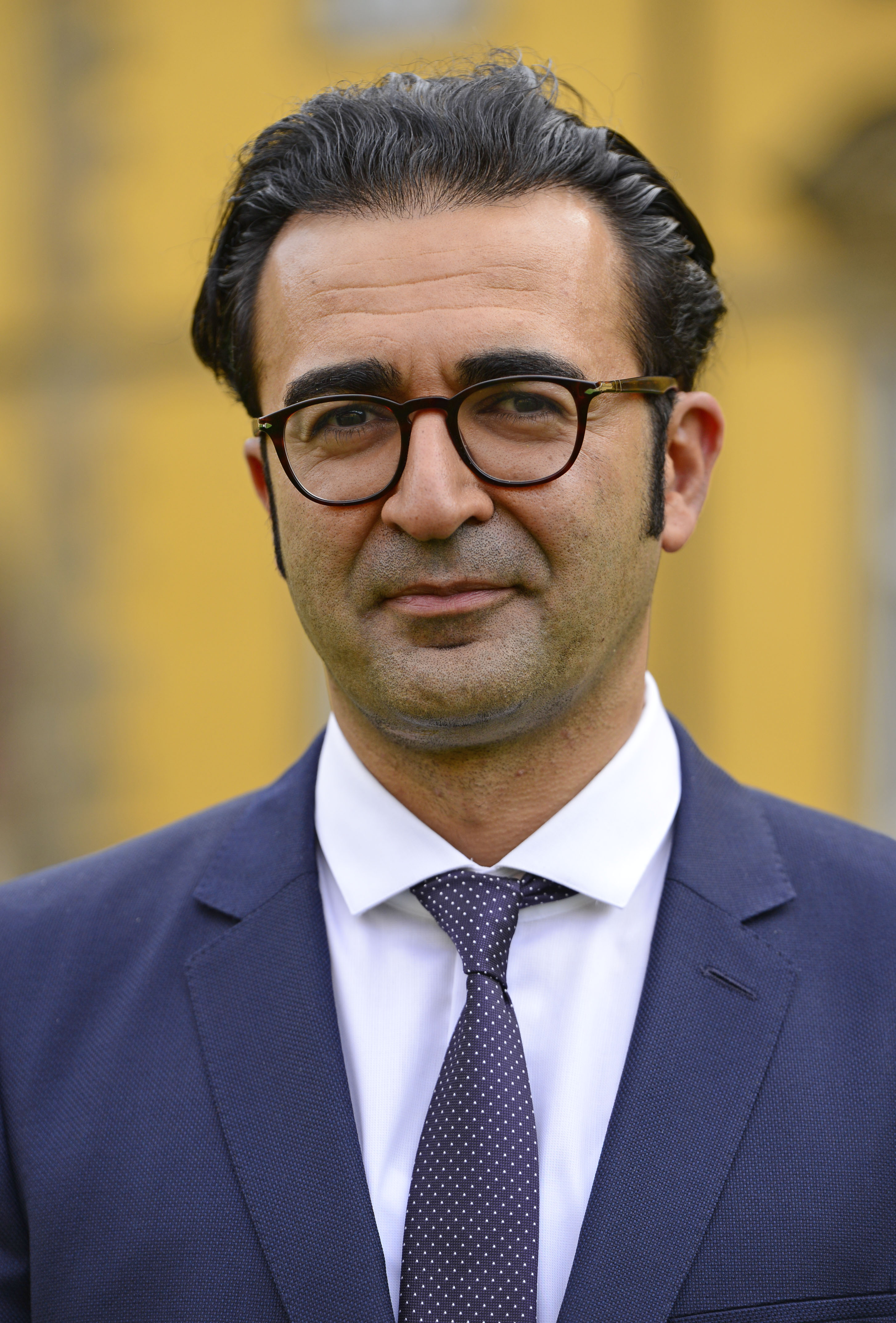
Rauf Ceylan, 2019

## Wissenschaftlicher Werdegang
Ceylan studierte am Fachbereich Sozial- und Kulturwissenschaften in Düsseldorf. Nach dem Studium war er zudem dort als wissenschaftlicher Mitarbeiter tätig. Parallel arbeitete er am Institut für Wohnungswesen, Immobilienwirtschaft, Stadt- und Regionalentwicklung und studierte an der Ruhr-Universität Bochum. Später war Ceylan als wissenschaftlicher Mitarbeiter im Dezernat des Oberbürgermeisters der Stadt Duisburg angestellt. Dort übernahm er die wissenschaftliche Begleitung zu den Themen Islam, islamische Organisationen sowie Migration und Integrationsfragen. An der Ruhr-Universität-Bochum wurde Ceylan in Soziologie zum Dr. rer. soc. promoviert und an der Universität Vechta in Religionspädagogik zum Doktor der Philosophie. Seit September 2009 lehrt er an der Universität Osnabrück Religionssoziologie. Im WS 2018/19 hat er eine Gastprofessur an der Universität Zürich angenommen. Des Weiteren schult er seit 2008 im Auftrag der Konrad-Adenauer-Stiftung türkische Imame in der Türkei in Landeskunde und Integrationsfragen. Ceylan ist Mitglied in diversen wissenschaftlichen Gremien, u. a. im Institut für Migrationsforschung und Interkulturelle Studien (IMIS) sowie im Rat für Migration (RfM). Im Jahr 2019 erhielt Ceylan einen W3-Ruf an die Humboldt-Universität Berlin. Dort sollte er am Aufbau des neuen Instituts für Islamische Theologie mitwirken. Er lehnte allerdings den Ruf an die Humboldt-Universität Berlin ab, da die Universität Osnabrück ihm eine Professur für Gegenwartsbezogene Forschung an der Universität Osnabrück anbot. Ceylan begründete seine Entscheidung in der Neuen Osnabrücker Zeitung mit besseren Rahmenbedingungen in der Migrations- und Religionsforschung. Die Universitäts-Präsidentin Susanne Menzel-Riedl betonte die „enorme Bedeutung“, die Ceylan für die ganze Universität habe. Der Tagesspiegel berichtete: „Rauf Ceylan stand auf Platz 1 für eine der sechs Professuren, hatte im Frühsommer den Ruf erhalten - ihn aber wegen der Entwicklungen in Osnabrück letztlich nicht angenommen, wie er am Donnerstag bestätigte. Mit der in Aussicht stehenden Gründung des Imamkollegs, aber auch wegen der besseren Rahmenbedingungen für seine Forschung habe er sich entschieden, in Osnabrück zu bleiben. Michael Borgolte bedauert Ceylans Entscheidung. Er sei ‚ein renommierter Religionspädagoge, von dem wir sicher Gewinn gehabt hätten‘.“

## Forschungsschwerpunkte
Zu Ceylans wissenschaftlichen Schwerpunkten zählt die gegenwartsbezogene Islam- und Migrationsforschung zur türkischstämmigen Gemeinschaft in der Diaspora, wobei die Aspekte türkische Moscheen im sozialräumlichen Kontext, die Rolle und Funktion von  türkischen Imamen, Moscheen, Religion und Migration eine besondere Rolle spielen. In seinem Buch Ethnische Kolonien beschreibt er, welche Rolle türkische Moscheen und Männer-Cafés für den Integrationsprozess von türkeistämmigen Migranten in Deutschland spielen. In seinen Publikationen setzt er sich mit den genannten Themen theoretisch und empirisch auseinander. 2015 verfasste Ceylan seinen Debütroman Die Türkensiedlung. In diesem autobiografisch inspirierten Roman schildert er die Sozialisation in einem Wohngebiet der 1980er Jahre.

## Publikationen
- Ethnische Kolonien. Entstehung, Funktion und Wandel am Beispiel türkischer Moscheen und Cafés. VS Verlag, Wiesbaden 2006, ISBN 3-531-15258-0 (Dissertation Universität Bochum 2006, 272 Seiten Einblicke in die Innenwelt türkischer Wohnquartiere).
- Über die Deutsche Islam Konferenz (DIK). In: Muslime in Deutschland. 11. November 2009.
- Die Prediger des Islam: Imame – Wer sie sind und was sie wirklich wollen. Verlag Herder, 2010, ISBN 978-3-451-30277-0.
- Cultural Time Lag. Moscheekatechese und islamischer Religionsunterricht im Kontext von Säkularisierung. Springer, Wiesbaden 2014, ISBN 978-3-658-06049-7 (Dissertation (Doctoral) Universität Vechta 2014, 467 Seiten).
- Die Türkensiedlung, Engelsdorfer, Leipzig 2015, ISBN 978-3-95744-892-7.